# Prințul Feodor Alexandrovici al Rusiei
Prințul Feodor Alexandrovici al Rusiei (23 decembrie 1898 – 30 noiembrie 1968) a fost al doilea fiu al Marelui Duce Alexandru Mihailovici al Rusiei și al Marii Ducese Xenia Alexandrovna a Rusiei. A fost nepot de soră al Țarului Nicolae al II-lea al Rusiei.

## Biografie
Prințul Feodor Alexandrovici Romanov s-a născut la Sankt Petersburg, Rusia la 23 decembrie 1898. El a fost al doilea fiu și al treilea copil din cei șapte copii ai părinților săi. Deși era nepot al împăratului Alexandru al III-lea prin mama sa, nu a deținut titlu de Mare Duce al Rusiei deoarece era doar strănepot pe linie masculină al împăratului Nicolae I prin tatăl său. Și-a petrecut primii ani în Rusia Imperială. A urmat tradiția familiei și a început o carieră militară. 
La căderea monarhiei ruse, el a căutat refugiu cu familia sa pe proprietatea tatălui său, în Crimeea. Au locuit acolo netulburați până când bolșevicii au ajuns la putere, odată cu Revoluția din Octombrie din 1917. Pentru un timp Prințul Feodor a fost pus sub arest la domiciliu la Ai-Todor și mai târziu a fost închis la Dulber împreună cu părinții, frații, surorile, împărăteasa bunică și mai multe rude Romanov.
Prințul Feodor și rudele sale din Crimeea au scăpat de soarta altor veri Romanov, care au fost uciși de către bolșevici, atunci când au fost eliberați de trupele germane în 1918. El a părăsit Rusia la 11 aprilie 1919 plecând în străinătate cu nava HMS Marlborough a marinei britanice, și s-a mutat în Anglia, iar mai târziu în Franța.

### Exilul
În timpul primii ani de exil, Prințul Feodor trăit la Paris, în apartamentul surorii sale, Prințesa Irina Alexandrovna a Rusiei și a soțul ei, Prințul Felix Iusupov. A lucrat ca șofer de taxi și mai târziu ca arhitect.
Prințul Feodor s-a căsătorit la 21 mai 1923 la Catedrala Sf. Alexandru Nevski din Paris cu Printesa Irina Paley (1903-1990). Ea era fiica Marelui Duce Paul Alexandrovici al Rusiei și a soției lui morganatice, Prințesa Olga Paley. Cei doi au avut un fiu:
- Prințul Mihail Feodorovici (4 mai 1924, Paris – 22 septembrie 2008); căsătorit prima dată, la Paris, la 15 octombrie 1958 (divorțat în 1992) cu Helga Staufenberger (n. 22 august 1926, Viena); căsătorit a doua oară la 15 ianuarie 1994 cu Maria de las Mercedes Ustrell-Cabani (n. 26 august 1960, Spania). Mihail a murit în aceeași zi cu vărul său, Prințul Mihail Andreevici al Rusiei.[1]

Începând cu 1930, Prințul Feodor și soția sa au locuit separat. Prințesa Irina a început o relație cu contele Hubert de Monbrison (15 august 1892 - 14 aprilie 1981) și a avut o fiică cu el în timp ce era încă căsătorită cu Prințul Feodor, care a recunoscut copilul ca fiind al lui.
- Prințesa Irene Feodorovna (n. 7 mai 1934 la Fontenay, Franța); căsătorită prima dată la Biarritz la 23 decembrie 1955 (divorțată în 1959) cu Andre Jean Pelle (n. 29 noiembrie 1923); căsătorită a doua oară la Le Pin la 26 decembrie 1962 (apoi divorțată) cu Victor-Marcel Soulas (n. 26 august 1938).

Prințul Feodor Alexandrovici și Prințesa Irene au divorțat la 22 iulie 1936. El nu s+a recăsătorit și a petrecut Al Doilea Război Mondial în Anglia la casa mamei lui. În 1941 s-a îmbolnăvit grav de tuberculoză și a trebuit să stea perioade lungi în sanatorii pentru a se recupera. În timpul anilor de război, el a avut contacte sporadice cu fiul său care a rămas în sudul Franței cu mama lui. După sfârșitul războiului, pentru a-și îmbunătății sănătatea și pentru a sta cât mai aproape de fiul său, Prințul Feodor s-a stabilit în sudul Franței la casa surorii sale, Prințesa Irina Alexandrovna.  A trăit acolo pentru restul vieții sale. Având un venit foarte limitat și prea bolnav pentru a munci, fosta soție și sora lui l-au ajutat cu facturile medicale. Prințul Feodor Alexandrovici a murit la 30 noiembrie 1968 la Ascain, Franța, la vârsta de 69 de ani.